# Запремина
Запремина (лат.  — „завој, свитак”), ознака {\displaystyle V}, је величина која описује количину простора које заузима неко тело. Запремина величина дефинисана као број јединица простора који обухвата неко тело. У Физици се користи запремина као показатељ колико се неко тело шири у простору тј. колико заузима места у простору. СИ-Јединица је кубни метар 3. За израчунавање користи се тродимензионални концепт простора, а запремина се изражава у кубним јединицама дужине. За јединицу мере запремине узима се коцка чија страница има јединичну дужину (1 cm, 1 dm, 1 m и слично), те се он мери у кубним јединицама (cm³, dm³, m³ и слично), а често се изражава и литрама. Јединица је запремина у СИ-ју кубни метар, ознака 3, дефинисана запремина коцке којој су стране дуге по један метар. Постоје и старе мерне јединице које се још данас рабе, на пример галон. Запремину имају стога само тродимензионална тела, док ликови у једној димензији (на пример линије) и двема димензијама (на пример квадрат) немају запремину, то јест она им је једнака нули. Математички се запремина дефинише помоћу интегралног рачуна, апроксимирајући тело као збир запремина великог броја врло малих коцака.
Најпростији пример израчунавања запремине је за правилна геометријска тела као што су: коцка, квадар, лопта, пирамида и купа. Коцка са дужином страница a има запремину:{\displaystyle V=a\cdot a\cdot a=a^{3}}

## Друге СИ јединице за запремину
Јединица за волумен (запремину) је кубни метар (m3) мада се поред ове јединице могу користити и мање јединице (dm³, cm³, mm³). 
1 
1 
1 
Поред наведених јединица такође су често у употреби и следеће јединице:
1  (или L) = 1 dm³
1  = 1 3

## Обрасци за запремину
| Геометријско тијело                                               | Једначина за запремину | Варијабла или променљива |
| ----------------------------------------------------------------- | --- | --- |
| Коцка                                                             | {\displaystyle a^{3}\;} | a = дужина било које странице |
| Ваљак                                                             | {\displaystyle r^{2}\cdot \pi \cdot h\;} | r = полупречник основе или базе, = висина                                                                                              |
| Призма                                                            | {\displaystyle B\cdot h} | = површина основице, = висина |
| Квадар                                                            | {\displaystyle l\cdot w\cdot h} | = дужина, = ширина, = висина |
| Тространа призма                                                  | {\displaystyle {\frac {1}{2}}\cdot b\cdot h\cdot l} | = основна дужина троуглаа, = висина троугла, = дужина призме или удаљеност између основица троугла                                     |
| Кугла                                                             | {\displaystyle {\frac {4}{3}}\cdot \pi \cdot r^{3}} | = полупречник кугле |
| Елипсоид                                                          | {\displaystyle {\frac {4}{3}}\cdot \pi \cdot a\cdot b\cdot c} | = полуоса елипсоида |
| Торус                                                             | {\displaystyle (\pi \cdot r^{2})(2\cdot \pi \cdot R)=2\cdot \pi ^{2}\cdot R\cdot r^{2}} | = мањи полупречник (полупречник цеви), = главни полупречник (удаљеност од средишта цеви до средишта торуса)                            |
| Пирамида                                                          | {\displaystyle {\frac {1}{3}}\cdot B\cdot h} | = површина основице, = висина пирамиде                                                                                                 |
| Четверострана пирамида                                            | {\displaystyle {\frac {1}{3}}s^{2}h\;} | = дужина основице, = висина |
| Правоугаона пирамида                                              | {\displaystyle {\frac {1}{3}}\cdot l\cdot w\cdot h} | = дужина, w = ширина, = висина |
| Купа                                                              | {\displaystyle {\frac {1}{3}}\cdot \pi \cdot r^{2}\cdot h} | = полупречник кружне основице, = висина купе                                                                                           |
| Тетраедар                                                         | {\displaystyle {{\sqrt {2}} \over 12}\cdot a^{3}\,} | дужина једнакостраничног троугла {\displaystyle a}                                                                                     |
| Паралелепипед                                                     | {\displaystyle a\cdot b\cdot c\cdot {\sqrt {K}}} {\displaystyle {\begin{aligned}K=&1+2\cos(\alpha )\cos(\beta )\cos(\gamma )\\&-\cos ^{2}(\alpha )-\cos ^{2}(\beta )-\cos ^{2}(\gamma )\end{aligned}}} | су дужине паралелепипеда, а α, β, и γ су унутрашњи углови између страница                                                              |
| Било које геометријско тело (потребан интегрални рачун)           | {\displaystyle \int _{a}^{b}A(h)\,\mathrm {d} h} | = било која висина тела, = површина попречног пререза окомитог на h, задана као функција положаја уздуж h. Ово вреди за било који облик. |
| Било који ротирајући геометријски лик (потребан интегрални рачун) | {\displaystyle \pi \int _{a}^{b}\left({\left[R_{O}(x)\right]}^{2}-{\left[R_{I}(x)\right]}^{2}\right)\mathrm {d} x}                                                                                     | {\displaystyle R_{O}} i {\displaystyle R_{I}} су функције које приказују спољашњи и унутрашњи полупречник функције.                    |

### Запремина купе, кугле и ваљка једнаког полупречника и висине
Може се доказати да се запремине купе, кугле и ваљка једнаког полупречника и висине односе као 1 : 2 : 3. Нека полупречник геометријских тела буде r и висина h (за куглу висина h једнака је 2r), онда је запремина купе:
{\displaystyle {\tfrac {1}{3}}\pi r^{2}h={\tfrac {1}{3}}\pi r^{2}(2r)=({\tfrac {2}{3}}\pi r^{3})\times 1,}
запремина кугле:
{\displaystyle {\tfrac {4}{3}}\pi r^{3}=({\tfrac {2}{3}}\pi r^{3})\times 2,}
и запремина ваљка:
{\displaystyle \pi r^{2}h=\pi r^{2}(2r)=({\tfrac {2}{3}}\pi r^{3})\times 3.}
Откриће односа запремина 2 : 3 за запремине кугле и ваљка се приписује Архимеду.

## Запремина у диференцијалној геометрији
У диференцијалној геометрији, грани математике, запремински облик на диференцијабилној многострукости је диференцијална форма највишег степена (тј. чији је степен једнак димензији многострукости) која нигде није једнака нули. Многострукост има запреминску форму ако и само ако је оријентабилна. Оријентабилна многострукост има бесконачно много запреминских форми, јер множењем запреминске форме ненестајућом функцијом добија се друга запреминска форма. На неоријентабилним многострукостима може се уместо тога дефинисати слабији појам густине. Интегрисањем запреминске форме добија се запремина многострукости према том облику.
Оријентисана псеудо-Риманова многострукост има природну запреминску форму. У локалним координатама може се изразити као
{\displaystyle \omega ={\sqrt {|g|}}\,dx^{1}\wedge \dots \wedge dx^{n},}
где су {\displaystyle dx^{i}} 1-форме које формирају позитивно оријентисану базу за котангентни свежањ многострукости, и {\displaystyle g} је детерминанта матричне репрезентације метричког тензора на многострукости у погледу исте основе.

## Запремина у термодинамици
У термодинамици, запремина система је важан екстензивни параметар за описивање његовог термодинамичког стања. Специфична запремина, интензивно својство, је запремина система по јединици масе. Запремина је функција стања и зависна је од других термодинамичких својстава као што су притисак и температура. На пример, запремина је повезана са притиском и температуром идеалног гаса по закону о идеалном гасу.

## Англоамеричке мерне јединице за запремину
Англоамеричке јединице су скуп врло разноликих појединачних мерних јединица или јединица некохерентних система, насталих у земљама енглескога говорнога подручја; традицијом су се задржале до данас, а због великога политичког и економског утицаја још се користе у међународној трговини и размени информација. Разликују се две групе англоамеричких јединица: 
- енглеске јединице или империјални систем мера (такозване УК јединице) које се употребљавају у Уједињеноме Краљевству, одакле су се прошириле по бившим британским колонијама, те
- америчке јединице или амерички систем мера (такозване УС јединице), које се употребљавају у САД.

Англоамеричке јединице се по многим особитостима разликују од такозваних метарских мерних јединица (међународни систем мерних јединица): веће и мање јединице формирају се на различите начине (кадшто с размером 12; на пример инч или палац), међусобно су нескладне те је за прерачунавања потребно употребљавати многе претворбене параметре или факторе, јединице једнаких назива имају у разним земљама и за различите потребе различите вредности (на пример барел), и обратно, јединице једнаких вредности имају у различитим земљама различите називе (на пример центал). УК јединице ослањале су се на властите еталоне (тек су од 1963. ослоњене на метарске јединице), а УС јединице нису никада биле системски озакоњене. У свим се тим земљама англоамеричке јединице поступно замјењују СИ јединицама. Основне јединице тих система јесу за дужину стопа, за време секунда и за масу фунта.
Америчке и британске мерне јединице за запремину укључују: кубни палац (cu in), кубну стопу (cu ft), кубни јард (cu yd), кубна миља (cu mi), чајна кашика, кашика, унца течности (fl oz), драм течни (fl dr), гил (gi), пинта текућа (pt), четвртина (quart) текућа (qt), галон (gal), минум (min), барел (bbl), пек (pk), бушел (bu).

### Галон
Галон (енгл.  < севернофранц. galon, старофранц. jalon, могуће од келт.; ознака ) је англоамеричка мерна јединица запремине, која се користи за изражавање запремине течности. Разликују се енглески галон (УК галон), вредности око 4,546 литара, и амерички галон (УС галон), вредности око 3,785 литара. Од УК галона изводе се веће и мање јединице, а од УС галона само мање јединице.

### Барел
Барел (енгл.  < старофранц. baril: бачвица < народни лат. barriculus; ознака bbl) је назив многих англоамеричких мерних јединица запремина или масе, различитих вредности, зависно од државе, робе и намеене. Запремински барели износе од 31 до 42 галона (око 117 до 159 литара), а вредност је масених врло различита, на пример барел соли 127 kg, барел брашна 88,9 kg, барел маслаца 101,6 kg. У међународној трговини нафтом и дериватима користи се нафтни барел (енгл. petroleum barrel), вредности 42 УС галона, то јест приближно 159 литара.

### Пинта
Пинта (франц. pinte) је стара мерна јединица запремине. У прошлости је било много различитих пинти, нпр употребљавала старохрватска или загребачка пинта, којој је до 1733. вредност била око 3,124 литре, после око 3,332 литре, маџарска пинта, вредности око 1,666 литре, и бечка пинта (мерача, бокал, бечка ока), којој је од 1761. до увођења Метарскога система вредност била око 1,415 литре. Pinta tekuća (pt) u američkom sustavu mjera iznosi 473,176 5 ml,  a u imperijalnom sustavu mjera oko 568,2 ml.

### Бушел
Бушел (енгл. bushel; ознака ) је англоамеричка јединица запремине сувих материја, вредности британски bu = 8 галона = 36,368 72 литре, амерички bu = 2150,42 in³ = 35,239 070 160 88 литре.

### Драм
Драм (грч. δραχμή: прегршт новца; ознака dr) назив је за две независне застареле мерне јединица масе. Турски драм (тур. dirhem) назив је за стотинку турске литре (четвртине оке), вредности око 3,205 грама. Енглески и амерички драм називи су за шеснаестинку унце, вредности dr = lb/256 ≈ 1,772 грама.

## Мерење запремине течности
Запремина течности може да се одреди помоћу мензуре. То је пластична или стаклена цилиндрична посуда на којој се налази угравирана скала са подеоцима у милилитрима.
Поступак мерења:
У мензуру сипамо течност чију запремину желимо да измеримо, онда се са скале очитава вредност подеока до којег је напуњена мензура. Приликом очитавања поглед треба да буде нормалан на скалу, јер би у супротном очитана вредност била погрешна.

## Мерење запремине чврстог тела неправилног облика
Запремина тела неправилног облика се може мерити помоћу мензуре, потапањем чврстог  тела  које се не раствара у води. Када се тело потопи, ниво течности у мензури се подигне за запремину унетог тела. 
Ако запремину коју показује мензура пре стављања у тела запремине V1 , a после стављања тела V2 . Запремина унетог тела једнака је промени запремине коју показује мензура:
V=V2 –V1.
Ако чврсто тело не може стати у мензуру , за мерење се користи преливни суд са мензуром.
Да бисмо могли да меримо запремину тела неправилног облика, морају да буду подударна са овим правилима :
1) тело не сме да се раствара у течности у којој меримо
2) тело мора у потпуности да потоне у течност